# Цыганик, Андрей
Андрей Цыганик (латыш. Andrejs Cigaņiks; 12 апреля 1997, Рига) — латвийский футболист, полузащитник клуба «Видзев» и сборной Латвии.

## Биография

### Клубная карьера
Начал заниматься футболом в 4-летнем возрасте в школе Геннадия Шитика (Рига), позднее перешёл в юношескую команду «Сконто». С 15 лет привлекался к тренировкам основной команды «Сконто» под руководством Тамаза Пертии, но в официальных матчах сыграл только одну игру за дубль.
В 2012 году на юношеских соревнованиях был замечен скаутами из Германии и приглашён в молодёжную команду клуба «Байер-04», куда перешёл после 9 класса. Три сезона выступал в юношеском (до 19 лет) чемпионате Германии, в последнем сезоне (2015/16) стал автором 14 голов. Выходил на поле в матчах юношеской Лиги чемпионов, стал автором гола в ворота сверстников из «Манчестер Юнайтед». В сезоне 2016/17 был отдан в аренду в клуб региональной лиги (4-й дивизион) «Виктория» (Кёльн), но выходил на поле только в пяти матчах, во всех из них — на замену. Следующий сезон провёл в дубле клуба «Шальке-04» в пятом дивизионе, там имел больше игровой практики.
В 2018 году перешёл в голландский клуб первого дивизиона «Камбюр». За сезон сыграл 27 матчей в регулярном чемпионате и 4 матча (1 гол) — в плей-офф, большинство из них — в стартовом составе.
Летом 2019 года перешёл в латвийский клуб РФС. Свой дебютный матч в высшей лиге Латвии сыграл 29 июня 2019 года против юрмальского «Спартака», а первый гол забил 30 сентября 2019 года в ворота «Метта/ЛУ». Всего за половину сезона сыграл 14 матчей и забил один гол в высшей лиге и стал со своим клубом вице-чемпионом Латвии. Также стал обладателем Кубка Латвии 2019 года и принимал участие в матчах Лиги Европы.
В начале 2020 года перешёл в луганскую «Зарю». Дебютировал в чемпионате Украины 4 марта 2020 года в матче против «Львова».

### Карьера в сборной
Выступал за юношеские и молодёжные сборные Латвии, начиная с 16 лет.
В национальной сборной дебютировал 13 октября 2018 года в матче против Казахстана, вышел на замену на 67-й минуте вместо Ритвара Ругина.

## Личная жизнь
Отец — этнический украинец, мама латышка, но тоже с украинскими корнями, у Андрея есть брат Владислав и сестра Олеся. Приходится троюродным племянником украинскому спортивному журналисту и комментатору Игорю Цыганику.

## Достижения
«Заря»
- Бронзовый призёр чемпионата Украины: 2020/21
- Финалист Кубка Украины: 2020/21